# ロコロコ2
『ロコロコ2』 (LocoRoco2) は、2008年12月4日にソニー・コンピュータエンタテインメントジャパン(現・ソニー・インタラクティブエンタテインメント)から発売されたPSP専用ゲームである。2017年12月14日にPlayStation 4版が発売。

## 概要
LボタンとRボタンで大地を右へ、左へ、傾けて、不思議な妖精ロコロコを転がし、ロコロコの数を増やしながらゴールまでつれていくゲーム。
現在、PlayStation Storeで無料体験版・ダウンロード版が配信されている。

## 操作方法
ロコロコのキャラクターを操作するのではなく、惑星そのものをLRボタンを使い傾けてロコロコを転がしてアクションさせる。
- Lボタン　画面を左に傾ける。
- Rボタン　画面を右に傾ける。
- L+Rボタン　地面を揺らしてロコロコたちをジャンプさせる。
- ○ボタン　短く押すとロコロコたちが分裂する。長く押すと分裂したロコロコが合体。

## キャラクター
ロコロコ
クルチェ（黄）
いつも明るく、元気いっぱい。
ブッジ（黒）
しゃがれ声のおこりんぼう。
ヴィオレ（紫）
気が強くておてんばな女の子。
プリフィ（ピンク）
オシャレが大好きな女の子。
チャベス（緑）
スピード好きのかっこつけ屋。
タプレ（青）
くいしんぼうののんびり屋。
ペケロネ（赤）
いつも興奮しているおかしなやつ。
ボッチョーロ
ふくろうの様な姿をしており、空を飛びながらトゲを落としてくる。
ホーホー
足が長く、ロコロコを踏み潰してくる。かなりの可能性で頭上に「ロコロコの実」が生えている。
クーナクーナ
雲の様な姿をしており、空中に浮遊しながら寝ている。ロコロコが歌を歌うと起き、体に乗せてくれ、隠しルートに飛んでゆく。
ムイムイ達
ムイムイ
ロコロコのともだち。いろんなところに隠れている。
ムイムイキング
ムイムイの王様。ロコロコにいろんなことを教えてくれる。
その他
モジャ
歌を覚えて帰ってきた侵略者。ロコロコが大好物で、見つけると追いかけてくる。歌で生き物の元気を奪う黒い塊の「ブニョ」を生み出す。
オルミー
背中の毛がとてもかたいので丸まるとハンマーでたたいたってびくともしない。
アポケー
ツタを独り占めしていたずらをしてくる。
ドゥンガドゥンガ
土の中で育つ生き物。誰かが引っこ抜くのを待っている。
マジョリーネ
あまい物とムイムイが大好き。ボンムーチョの母。
モジャーラ
モコモコにした毛に守られて強くなったモジャ。
チェモニー
とぼけた顔に油断していると捕まってしまう。
ボンムーチョ
モジャ軍団の親分。前回やられた仕返しをするためにやってきた。モジャを召喚したりトゲを飛ばしたりして攻撃する。
ブイブイ
マジョリーネにキスされたムイムイが赤くなって毛が一本になりブイブイになってしまった。いたずらと発明と楽しいことが大好き。
カカローネ
チャームポイントは尻尾。大空にあこがれて大ジャンプする。